# Сімферопольський електромашинобудівний завод фірма «СЕЛМА»

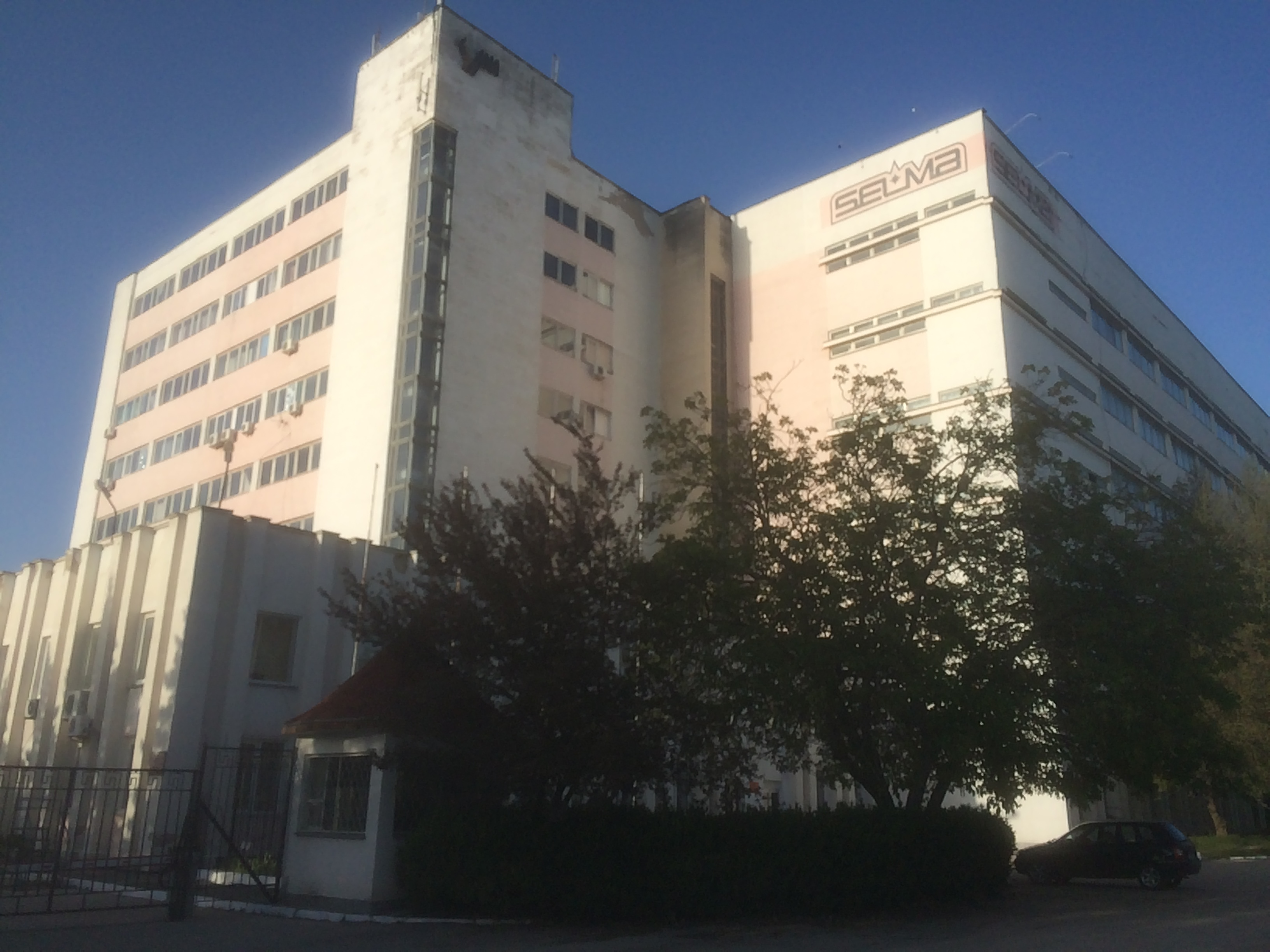

Сімферопольський електромашинобудівний завод фірма «СЕЛМА» — завод у місті Сімферополь. 

## Перелік продукції[1]
- Трансформатори
- Випрямлячі однопостові
- Випрямлячі багатопостові
- Випрямлячі для напівавтоматичного зварювання
- Джерела для автоматичного зварювання
- Електроцикли
- Мультісистеми зварювальні
- Напівавтомати з вбудованими подаючими механізмами
- Напівавтомати. Подаючі механізми.
- Установки для аргоно-дугового зварювання.
- Установки для повітряно-плазмового різання.
- Конвертори зварювальні. (Енергоощадна технологія зварювання)
- Машини для контактно-точкового зварювання.
- Обладнання для керування контактними зварювальними машинами.
- Зварювальні трактори.
- Зварювальні голівки.
- Дизельні зварювальні агрегати
- Обладнання для автоматизації процесу зварювання та різання.
- Кромкоскаливальні машини.
- Крайкофрезерні машини.
- Блоки.
- Маски зварника.
- Дуговий тренажер зварювальника.
- Баластні реостати
- Машина для автоматичного плазмового різання портального типу
- Компактна установка для різання
- Машина для різання і обробки кромок під зварювання труб ОСЕ-750
- Маніпулятори зварювальні